# De Havilland Canada DHC-4
Die de Havilland Canada DHC-4 Caribou wurde als kurzstart- und -landefähiges Transportflugzeug bei De Havilland Canada entworfen. Der Erstflug erfolgte im Juli 1958. Insgesamt wurden 307 Maschinen gebaut, davon gingen 159 Maschinen an die United States Army. Das Flugzeug wurde in viele Länder exportiert und an militärische sowie zivile Nutzer verkauft.

## Konstruktion
Das Flugzeug war als Schulterdecker mit positiver V-Stellung der Tragflächen ausgelegt. Als Motoren dienten zwei Pratt & Whitney R-2000-7M2 mit je 1081 kW (1450 PS).
Die DHC-4 Caribou konnte 32 Soldaten oder zwei Jeeps oder 3048 kg Last transportieren. Die Laderampe konnte auch von Fallschirmspringern verwendet werden.
Eine Besonderheit dieses Flugzeugtyps ist es, dass es bei voll gesetzten Landeklappen möglich ist, ausschließlich mit dem Bugrad aufzusetzen, ohne dass das Hauptfahrwerk Bodenkontakt bekommt.

## Varianten
- CC-108 bei der königlich kanadischen Luftwaffe.
- YAC-1 Bezeichnung der ersten fünf Erprobungsmuster für die United States Army.
- AC-1 Bezeichnung für die erste Tranche von 56 Caribou bei der United States Army, 1962 umbenannt in CV-2A.
- CV-2A Bezeichnung ab 1962 bei der United States Army, später in C-7A Caribou bei der United States Air Force umbenannt.
- CV-2B Zweite Tranche von 103 Caribou bei der United States Army, später in C-7B bei der United States Air Force umbenannt.
- C-7A/B Benennung aller 144 von der United States Army an die United States Air Force übergebenen Caribou.

## Einsatz
Die United States Army wurde ab 1961 mit den CV-2 Caribou beliefert. Die Maschine wurde beispielsweise im Vietnamkrieg eingesetzt. Im Jahr 1967 wurden alle DHC-4 Caribou von der United States Army zur United States Air Force überstellt. Im Gegenzug durfte die United States Army ihre Hubschrauber-Aktivitäten ausbauen.
Die australische Luftwaffe war der letzte Nutzer der Caribou; die letzten Maschinen standen bis Ende 2009 im Dienst bei der 38. Squadron auf der RAAF Base Townsville. Zwei Maschinen werden in Australien ausgestellt, im Australian War Memorial in Canberra und im Museum der RAAF bei Point Cook südwestlich von Melbourne.

## Militärische Nutzer

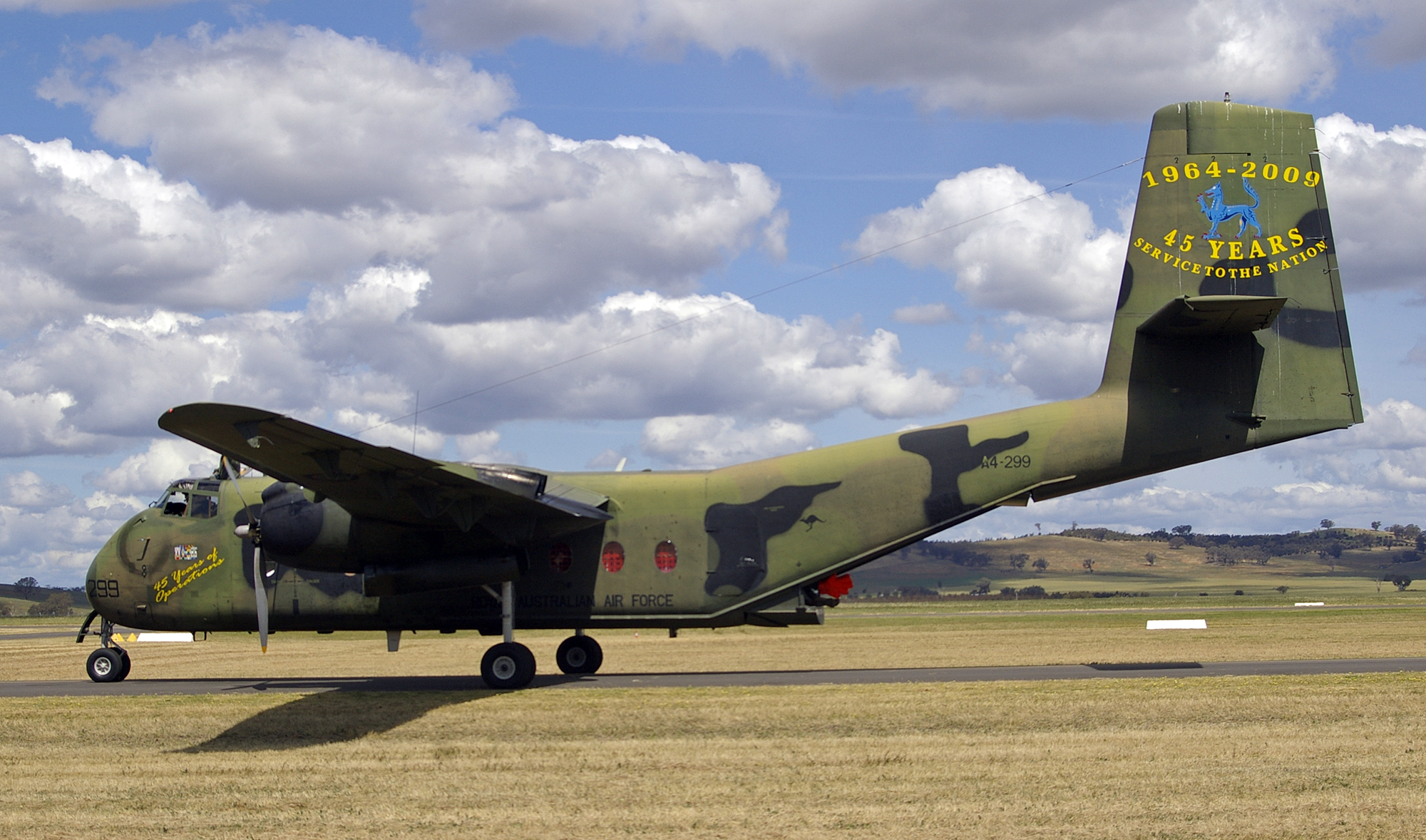
RAAF DHC-4 Caribou (A4-299) from No. 38 Squadron

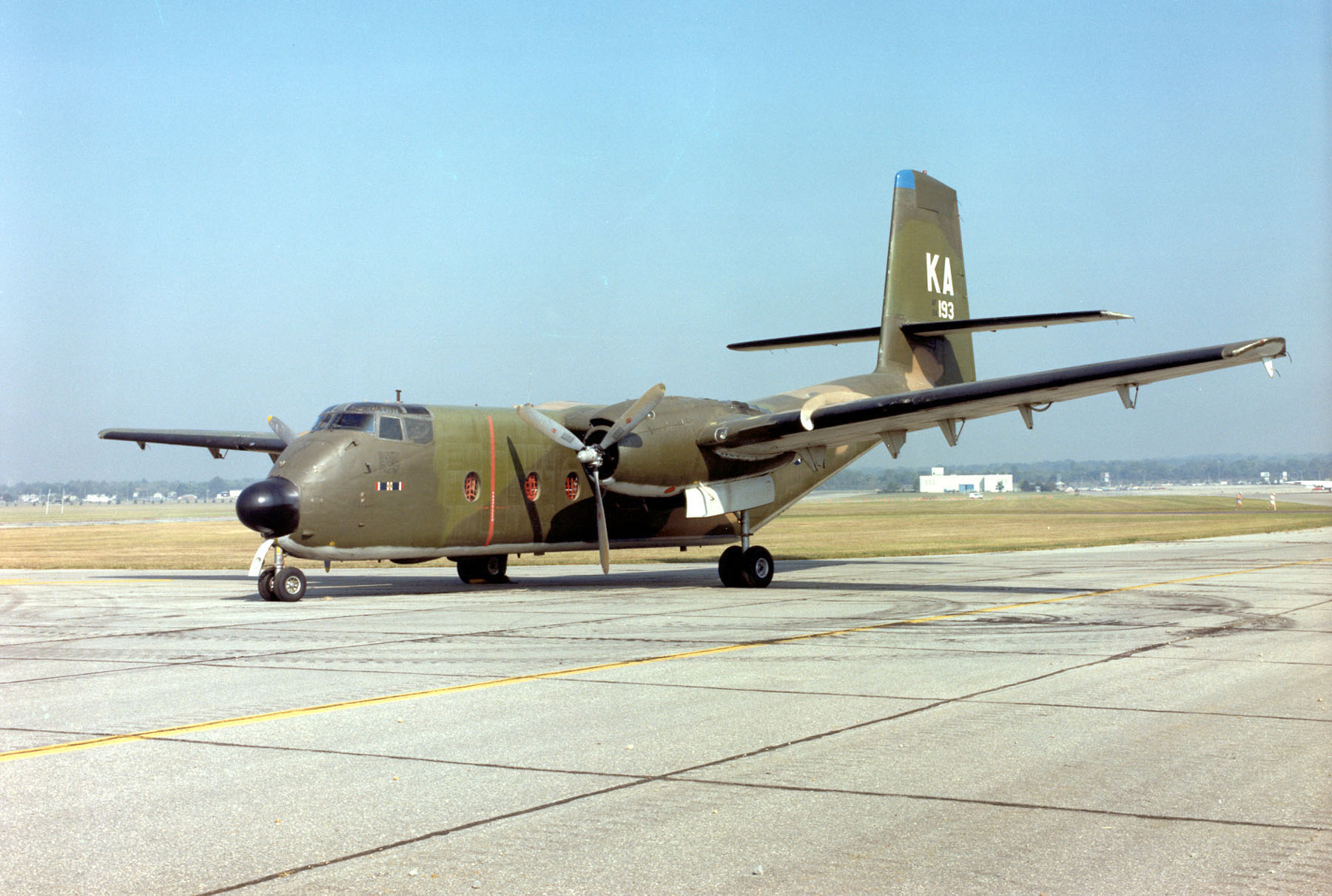
C-7A der USAF

- Australien: Royal Australian Air Force
- Bangladesch: Luftwaffe
- Costa Rica: Luftwaffe
- Ghana: Ghana
- Indien: Indische Luftstreitkräfte
- Iran: Luftwaffe
- Kambodscha: Luftwaffe
- Kanada: Royal Canadian Air Force
- Kenia: Luftwaffe
- Kamerun: Luftwaffe
- Kuwait: Luftwaffe
- Liberia
- Malaysia: Luftwaffe
- Nicaragua: Luftwaffe
- Oman: Königlich Omanische Luftwaffe
- Spanien: Luftwaffe
- Sambia: Luftwaffe
- Südvietnam: Luftwaffe
- Schweden: Luftwaffe
- Tansania: Luftwaffe
- Thailand: Royal Thai Air Force
- Uganda
- Vereinigte Arabische Emirate: Luftwaffe
- Vereinigte Staaten
- Vietnam (Beutemaschinen aus Südvietnam): Luftwaffe
- Zaire

## Zwischenfälle
Beim Betrieb der DHC-4 Caribou kam es von 1959 bis März 2021 zu 85 bekannt gewordenen Totalverlusten. Bei 41 davon wurden 293 Personen getötet. Von den Totalverlusten ereigneten sich 37 im Zusammenhang mit dem Vietnamkrieg. Beispiele:
- Am 17. März 1979 verschwand eine de Havilland Canada DHC-4A Caribou der kanadischen Air Inuit (Luftfahrzeugkennzeichen C-GVYW) nahe Barbados. Das Flugzeug befand sich auf einem Überführungsflug von Guyana, wo es zuvor für 15 Monate eingelagert worden war. Südlich von Barbados meldete der Pilot einen Triebwerksausfall und das Überhitzen des anderen Triebwerks. Das Flugzeug wurde trotz intensiver Suche nie gefunden. Die drei Insassen wurden für tot erklärt.[2]

- Am 10. November 1987 stürzte eine DHC-4A Caribou der kanadischen Kenn Borek Air (C-GVYX) im Landeanflug auf den Flughafen von Ross River ab. Zuvor hatte das Flugzeug technische Probleme – unter anderem mit dem rechten Triebwerk und dem Fahrwerk. Die Piloten versuchten durchzustarten. Dabei verlor es allerdings an Höhe und kollidierte mit Bäumen, wodurch die rechte Tragfläche beschädigt wurde – die Maschine stürzte in der Folge ab. Von den vier Insassen kamen zwei ums Leben, beide Crewmitglieder. Auslöser für den Triebwerkschaden war der Einbau einer falschen Öldichtung durch Wartungspersonal.[3]

## Technische Daten
| Kenngröße                       | Daten                                                      |
| ------------------------------- | ---------------------------------------------------------- |
| Besatzung                       | 3                                                          |
| Passagiere                      | max. 32 Soldaten                                           |
| Länge                           | 22,12 m                                                    |
| Spannweite                      | 29,12 m                                                    |
| Höhe                            | 9,65 m                                                     |
| Flügelfläche                    | 84,7 m²                                                    |
| Flügelstreckung                 | 10,0                                                       |
| Leermasse                       | 6.577 kg                                                   |
| max. Startmasse                 | 10.886 kg                                                  |
| Antrieb                         | zwei Pratt & Whitney R-2000-7M2 mit je 1.081 kW (1.450 PS) |
| Höchstgeschwindigkeit           | 348 km/h in 1.980 m Höhe                                   |
| höchstzulässige Geschwindigkeit | 385 km/h (208 kn) unterhalb 3000 m (10.000 ft)             |
| Minimalgeschwindigkeit          | 59 mph oder 95 km/h, mit Klappen in Landestellung          |
| Dienstgipfelhöhe                | 7.559 m                                                    |
| Reichweite                      | 320 km (3320 kg), 965 km (2720 kg) incl. Reservesprit      |